# ストリーキング (動物行動学)
ストリーキングとは魚類の繁殖行動の一つ。多くの魚類では、雄と雌のペアが同時に放精と放卵を行うことにより卵を受精をさせる繁殖形態をとるが、放精放卵する瞬間に別の雄が飛び込んで放精し、自分の精子で卵を受精させようとする行動をストリーキングと言う。
放精放卵を行う魚は、通常卵保護などの子育てを行わない。このような場合、繁殖に要するエネルギーは卵を作る雌の方が大きい。従って雄と雌の性比が同じである場合は、雌が雄を選ぶことになる。雌が雄を選ぶ基準は、身体の大きさや婚姻色の鮮やかさなど、種類ごとにきまっている。このままでは、雌に選ばれない雄は繁殖に参加できないため、ストリーキングを行うことで自分の子孫を残そうとする。